# 8034 Akka
A 8034 Akka (ideiglenes jelöléssel 1992 LR) egy földközeli kisbolygó. Carolyn Shoemaker és Eugene Merle Shoemaker fedezte fel 1992. június 3-án.